# Матвеев, Александр Антонович
Алекса́ндр Анто́нович Матве́ев (5 июля 1922 — 22 мая 2001) — полный кавалер ордена Славы, артиллерист.

## Биография
Родился в крестьянской семье, русский. Окончил 7 классов, работал в Партизанском леспромхозе.
В 1941 году был призван в ряды Красной Армии и направлен в полковую школу. Звание — гвардии младший сержант. В боях Великой Отечественной войны с сентября 1941 года. Наводчик 76-миллиметрового орудия 218-го гвардейского стрелкового полка (77-я гвардейская стрелковая дивизия, 69-я армия, 1-й Белорусский фронт). Член ВКП(б) с 1944 года. Участник Парада Победы в Москве в 1995 г.
После войны Александр Матвеев вернулся в родное село и работал в Партизанском леспромхозе рабочим, мастером, техноруком, начальником лесопункта. В 1957 году окончил отделение Восточно-Сибирского института повышения квалификации и был назначен начальником Минского лесопункта Партизанского ЛПХ. Затем работал начальником лесопункта в Даурском и Предивинском леспромхозах.
Последние годы Александр Антонович жил на станции Абалаково, Енисейского района, Красноярского края. С 1969 году работал на Ростовской лесоперевалочной базе (Енисейский район) в должности главного инженера, с 1972 года работал там же инженером-технологом, с 1973 года начальником рейда. После ухода на пенсию работал инженером по технике безопасности.

## Подвиги

#### Орден Славы 3 степени
08 июля 1944 года в районе населённого пункта Дольск Волынской области Украины при попытке противника прорвать линию обороны и овладеть выгодным рубежом, Матвеев А. А. в составе орудийного расчёта вёл огонь из орудия прямой наводкой. Огнём орудия уничтожены три огневые пулеметные точки и одна противотанковая пушка с расчётом.

#### Орден Славы 2 степени
01 августа 1944 года Матвеев А. А. со своим расчётом под сильным артминаметным огнём противника, переправил свою пушку на зап. берег р. Висла южнее польского города Пулавы . Достигнув зап. берега р. Висла, т. Матвеев со своим расчётом огнём прямой наводкой прикрывал переправу подразделений полка. В ходе дальнейшего боя за расширение плацдарма он выкатил свою пушку на открытую позицию в боевые порядки пехоты и уничтожил 2 лёгких миномёта, одну противотанковую пушку, 1 станковый пулемёт и до 16 солдат противника.

#### Орден Славы 1 степени
При прорыве обороны противника на западном берегу реки Висла 14.1.1945 года, своим огнём прикрывал наступающую пехоту, уничтожив при этом 2 огневые точки, 1 минометную батарею противника, После прорыва орудийный расчёт Матвеева, следуя за пехотой, подавил 2 огневые точки батареи противника, уничтожил с расчётами 5 станковых пулемётов, 7 лёгких миномётов, 5 автомашин с военным грузом, 1 тягач, рассеял и уничтожил до 100 солдат и офицеров противника, тем самым обеспечил успех боев.

## Награды
- Орден Славы 1 степени — № 528. Указ Президиума Верховного Совета СССР от 31 мая 1945 года.
- Орден Славы 2 степени — № 16950. Приказ от 8 октября 1944 года.
- Орден Славы 3 степени — № 94444. Приказ по 77 гв. СД № 71/н от 20.07.1944 г.
- Орден Отечественной войны 1-й степени
- Медаль «За боевые заслуги»— вручена в августе 1943 года за форсирование реки Оки и бой за освобождение Орла.
- Медаль «За оборону Сталинграда»

## Звания
- В 1999 году присвоено звание «Почётный гражданин Енисейского района». Первый почётный гражданин района.